# Traian Rece
Traian Rece (n. 25 octombrie 1954) este un fost senator român în legislatura 2000 - 2004,  ales în județul Constanța pe listele PSDR, a trecut la PSD iar din octombrie 2003 a fost senator neafiliat. În cadrul activității sale parlamentare, Traian Rece a fost membru în grupurile parlamentare de prietenie cu Australia și Republica Islamică Iran. Traian Rece a înregistrat 2 luări de cuvânt în ședințte parlamentare.
Deține firma „Agrodelta Sireasa”, prin intermediul căreia administrează peste 11.000 de hectare agricole.